# Carro armato celere sahariano
Il carro armato celere sahariano, erroneamente definito anche come carro armato Fiat-Ansaldo sahariano e M16/43, fu un tentativo di carro armato incrociatore portato avanti dal Regno d'Italia tra il 1941 e il 1943. Progettato come risposta al Cruiser Mk III e poi al Mk VI Crusader e pensato specificamente per operare in ambiente desertico (la Libia), si trattò di una copia quasi completa dei citati modelli britannici, pur con alcune eccezioni. Lo sviluppo fu tormentato e ne fu fornito un solo prototipo, armato con un pezzo da 47 mm e due mitragliatrici che, però, non ebbe mai il battesimo del fuoco. Dopo la resa finale dell'Asse in Nordafrica il progetto fu cancellato. Nei convulsi giorni seguenti la capitolazione italiana il prototipo andò perduto.

## Storia

### Sviluppo
Il fronte nordafricano della seconda guerra mondiale si aprì nel giugno 1940 e le forze italiane di stanza in Libia, dopo una modesta avanzata in Egitto, si attestarono a difesa. Tra il dicembre 1940 e il febbraio 1941 la più coesa Desert Force britannica passò al contrattacco e, sgominate le posizioni italiane, penetrò in profondità in Libia grazie alla forte componente meccanizzata a disposizione. In particolare si dimostrarono superiori ai mediocri blindati italiani i Cruiser Mk II e Cruiser Mk III, grazie alla superiore velocità e all'armamento, che destarono l'attenzione dei vertici del Regio Esercito. Prima della fine del 1940 fu pertanto ordinato un carro armato similare, veloce, ragionevolmente armato ancorché non pesantemente corazzato e soprattutto dal profilo sfuggente. Nel corso di questa prima fase delle ostilità in Nordafrica era stato possibile, da parte italiana, esaminare alcuni Cruiser messi fuori combattimento; sembra, inoltre, che fosse stato catturato un esemplare di corazzato britannico senza danni, indicato come «carro Christie». Quale fosse l'esatto tipo di carro armato così indicato non è molto chiaro, poiché due fonti parlano senza esitazioni del Mk VI Crusader e una terza dà per certo trattarsi del Cruiser Mk III. Quasi sicuramente era quest'ultimo il mezzo catturato, poiché il Crusader ebbe il proprio esordio operativo nel deserto soltanto con l'operazione Battleaxe (giugno 1941).
L'incarico di sviluppare un "carro armato celere sahariano" fu affidato all'Ansaldo. Il reparto tecnico della ditta avviò i lavori all'inizio del 1941 su uno dei prototipi dell'M14/41. Fu mantenuto lo scafo in acciaio sul quale fu piazzata una sovrastruttura in legno dalle pareti inclinate e un simulacro di torretta più affusolata di quella originale. Il mezzo così ottenuto non incontrò l'approvazione dello stato maggiore dell'esercito e, pertanto, l'Ansaldo si limitò a copiare la meccanica britannica, caratterizzata da grandi ruote portanti sostenute da sospensioni Christie. Una fonte sostiene che in questa fase, oltre all'ispirazione tratta dal Crusader, sia rintracciabile anche una certa influenza dei carri BT sovietici, già incontrati dalle forze armate italiane durante la guerra civile spagnola. Il prototipo del carro celere fu collaudato in un periodo imprecisato, tuttavia è noto che raggiunse i 60 km/h su strada preparata grazie sia alle efficienti sospensione Christie, sia all'apparato motore più potente rispetto a quello adottato dall'M14; su terra la velocità scese a 35-40 km/h, pur sempre superiore alle prestazioni di cui erano capaci i veicoli allora in dotazione alle divisioni corazzate. In torretta, infine, era stato inserito il cannone Mod. 1938 da 47 mm con canna allungata a 40 calibri. La denominazione ufficiale del veicolo, "carro armato celere sahariano", fu poi affiancata da altre non canoniche, quali "carro armato Fiat-Ansaldo sahariano", "carro celere Fiat-Ansaldo M-16/43 sahariano" e anche "M16/43".
L'affinamento del progetto continuò negli anni seguenti tra vari problemi, in specie relativi alla scelta del motore: furono testati diversi apparati, anche di derivazione aeronautica, senza arrivare a una decisione definitiva. Il sahariano nella sua forma finale fu infine pronto nei primi mesi del 1943, troppo tardi per poter essere di qualche utilità: a gennaio, infatti, Tripoli era stata occupata dall'8ª Armata britannica e in maggio le forze dell'Asse, intrappolate in Tunisia, si arresero in massa.

### Produzione
La fabbricazione del nuovo carro era stata demandata al gruppo industriale Fiat-Ansaldo, ma non incominciò mai. Le cause del ritardo, poi dell'annullamento della produzione di serie, sono state denunciate nell'incertezza e inadeguatezza dello stato maggiore del Regio Esercito (tendente a richiedere continue modifiche), nelle trattative in corso con la Germania nazista per produrre in Italia alcuni dei carri armati tedeschi e nel geloso duopolio rappresentato dal gruppo FIAT-Ansaldo: le aziende erano desiderose di mantenere la produzione dei mezzi già esistenti che garantiva guadagni sicuri, oltre a evitare i costi di adattamento delle linee d'assemblaggio. Inoltre erano allo studio varie altre proposte, quali i vari semoventi con pezzi da 75 mm e il carro armato pesante P26/40. Pare, addirittura, che i lavori sul celere sahariano siano stati adoperati per scoraggiare l'importazione e produzione su licenza dello Škoda S-II-c, ereditato dai tedeschi dopo aver occupato la Cecoslovacchia, ribattezzato T-21 e vincitore di alcune prove comparative sostenute con l'M13/40. Una fonte, comunque, riporta che la produzione consisté in «prototipi», senza peraltro specificarne il numero.

### Impiego operativo
Il carro celere sahariano fu messo da parte nell'inverno-primavera 1943, subito dopo essere stato accettato in linea di principio dall'esercito. In seguito all'armistizio di Cassibile dell'8 settembre e all'operazione Achse fu confiscato dalla Wehrmacht. Non è noto cosa ne sia avvenuto.

## Tecnica
Il carro armato celere sahariano era lungo 5,80 metri, largo 2,80 metri e alto 2 metri (quasi 40 cm in meno degli altri carri armati italiani). Raggiungeva una massa a vuoto di 14 tonnellate mentre, in ordine di combattimento, il peso saliva a 15 tonnellate. Solo una fonte riporta un peso generico di 18 tonnellate. L'equipaggio era composto da quattro uomini: il pilota sedeva nello scafo a sinistra e nella torretta, a pianta ennagonale e sprovvista di cupola, trovavano posto il comandante, il cannoniere e il servente. L'accesso avveniva attraverso un portello a due ante sul cielo della torre. Un secondo portello ribaltabile era stato aggiunto in corrispondenza della postazione di guida, per facilitare la visione al pilota.
Il carro era spinto da un motore FIAT-SPA 228 a 8 cilindri a V, alimentato a benzina e con cilindrata di 11 300 cm³; era capace di erogare una potenza massima di 250 hp/275 hp e garantiva un rapporto potenza-peso di 18,3 in ordine di combattimento. L'ispezione del propulsore era possibile grazie a due portelli ricavati sul pianale posteriore dello scafo. Le prestazioni sono controverse perché, se nel corso dei test il mezzo aveva raggiunto i 60 km/h, due fonti riportano una «velocità massima» di 70-71 km/h, pur non specificando la superficie. L'autonomia arrivava a 300 chilometri, ma non si sa quanto fosse capace il serbatoio. L'albero motore era vincolato alla trasmissione e al cambio posteriori, poiché i progettisti italiani avevano mantenuto la trazione posteriore tipica dei carri britannici. Le sospensioni derivavano da quelle tipo Christie con quattro ruote di grande diametro, ma c'erano alcune differenze: erano stati conservati due ruotini reggicingolo superiori e, soprattutto, le ruote portanti erano state accoppiate due a due e asservite a barre di torsione (non a grandi molle elicoidali con bracci snodati, il sistema brevettato dall'ingegner Christie). Il treno di rotolamento era completato da una ruota di rinvio folle anteriore.
L'armamento consisteva in un cannone Mod. 1938 da 47 mm L/40 e in due mitragliatrici Breda Mod. 38 da 8 mm, una coassiale al pezzo e l'altra adibita al tiro contraereo, montata sul tetto della torre. In realtà lo stato maggiore dell'esercito riteneva il cannone da 47 mm provvisorio e pensava, una volta incominciata la produzione, di rimpiazzarlo con il 75/34 Mod. S.F. o anche con l'eccellente 65/64 Mod. 1939 per le cui consegne, tuttavia, aveva la priorità la Regia Marina. Peraltro la fattibilità di installazione di questo cannone sul carro celere sahariano risulta dubbia per il tipo di torretta, tronco-piramidale e ancor meno spaziosa di quella dell'M14/41. La corazzatura era ottenuta da lastre di acciaio poi rivettate. In generale si era cercato di inclinarle e, in particolare, la grande piastra rettangolare anteriore era inclinata di 60°. Lo spessore massimo era di 50 mm e quello minimo di 30 mm, ma non sono noti gli esatti valori di protezioni di scafo, sovrastruttura e torretta.